# Reisfeld (Mode)

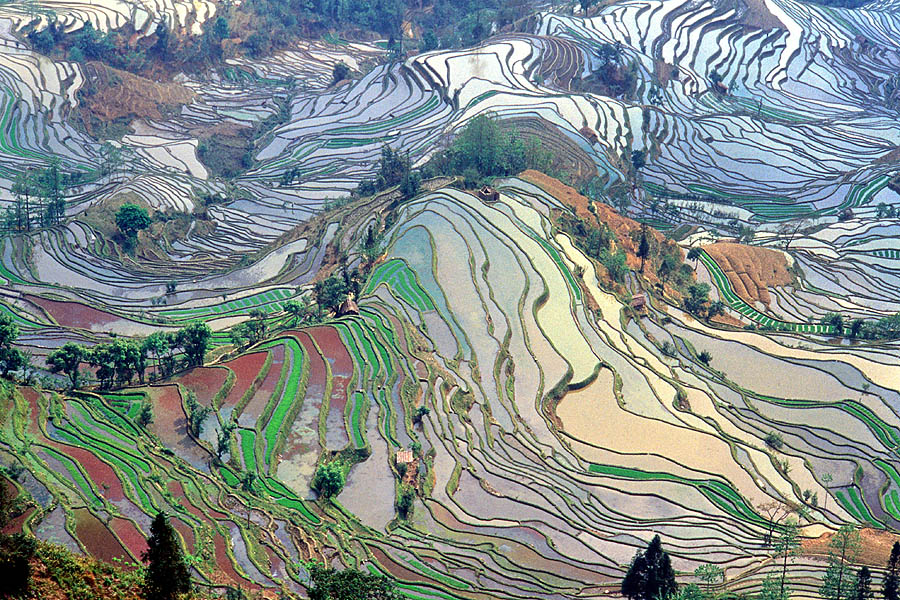
Reisterrassenanbau in der chinesischen Provinz Yunnan

Reisfeld ist ein  Designstil, inspiriert durch die verschiedenen geometrischen Formen der Reisfelder (dreieckig bis quadratisch, rautenförmig bis rechteckig).

## Historische Reisfeldkleider

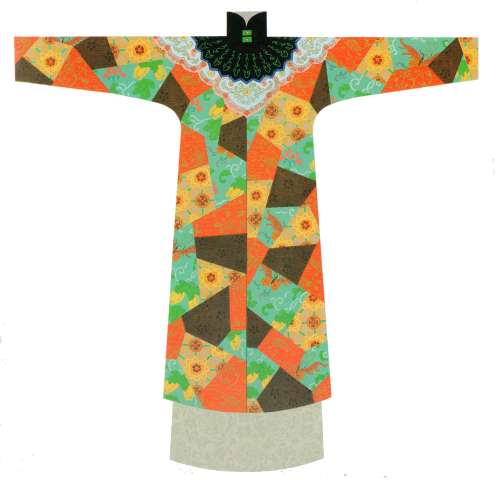
Reisfeld-Kleid (Entwurf nach „Portraits schöner Frauen aus der Ming- und Qingzeit“)

Die Formen der Reisfelder integrierten schon frühe chinesische „Modeschöpfer“ in der Tang- und Ming-Zeit in ihre Modekreationen. Damals entstanden sogenannte Reisfeldkleider; Kostüme, welche aus vielen Teilen gewebten Brokats zusammengesetzt waren. Zunächst wurden die Muster sehr ordentlich angeordnet, später immer chaotischer. Man könnte das Vorgehen auch als eine Art chinesisches Patchwork bezeichnen, die seither immer wieder Anklang gefunden hat. Ein passendes zeitgenössisches Zitat lautet: „Lerne die Kunst des Schneiderns von den Reisfeldern.“ (Tang-Dichter Wang Wei).

## Reisfeld aus Krawatten
Ein modernes Beispiel ist der Krawattenmantel aus der Winterkollektion des Studiengangs Modedesign der HAW Hamburg: Hier wurde zudem auf den Aspekt der Nachhaltigkeit zurückgegriffen: Die „Reisfelder“ wurden aus alten Krawatten aus den letzten bunten Epochen der Mode zusammengesetzt und bilden so Keile, welche im Vorderteil des Mantels in die Brustabnäher und im Rückenteil in die Hintere Mitte laufen. Die stimmigen Farbkombinationen der einzelnen Krawatten-Schnittteile machen das Besondere des Mantels aus. Der Mantel kann zudem gewendet werden, auf einer Seite ist glänzender Stoff Wollkrawatten gegenübergestellt, auf der anderen Seite Wollstoff seidig glänzenden Krawatten.

## 3D-Reisfeld-Effekt
Wenn der „Reisfeld-Effekt“ nicht aus farbig kontrastierenden Motiven resultieren soll, sondern plastisch hervorgerufen wird, spricht man von „3D-Reisfeldern“. Es entstehen dreidimensionale Gebilde, wenn die Schnittteile nicht flach aneinander genäht werden, sondern als Zacken aneinander stoßen und sich dann von der planen Fläche abheben. Die unterschiedlichen Fadenläufe sorgen für ausreichend Kontraste, sodass man sich auf einen einzigen Stoff beschränken kann. Partiell werden bei dem hier sichtbaren Modell einige wenige „Reisfelder“ andersfarbig hervorgehoben.

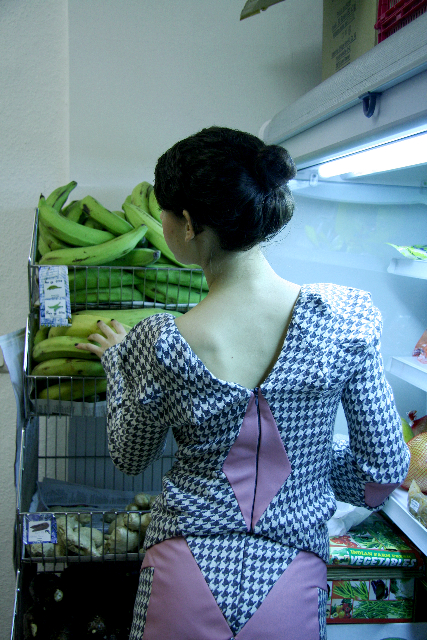
3D-Effekt bei einem Reisfeld-Kostüm
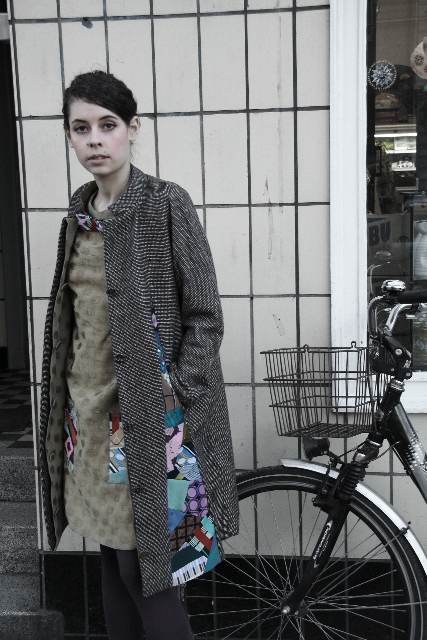
Reisfeld-Mantel